# Sabine Hassinger
Sabine Hassinger (* 1958 in Bad Kreuznach) ist eine deutsche Autorin.
Hassinger studierte Musiktherapie in Wien und lebt als Autorin seit 1988 in Berlin. Sie veröffentlichte Prosa sowie Hörspiele.
Im Jahre 2012 nahm sie, eingeladen von der Jurorin Daniela Strigl, am Bachmann-Wettbewerb in Klagenfurt teil.

## Veröffentlichungen

### Prosa
- Jul, Druckhaus Galrev 1992, ISBN 3-910161-37-5
- Kassim vom Brief, Druckhaus Galrev 1993, ISBN 3-910161-40-5
- Kopfmaus, Druckhaus Galrev 1996, ISBN 3-910161-72-3
- Putzbuch. Ritter 2004, ISBN 3-85415-356-2
- Die Taten und Laute des Tages, Klever Verlag 2015, ISBN 978-3-902665-95-9
- Frau Schneider lernt Polnisch, Klever Verlag 2018, ISBN 3-903110-38-8

### Hörspiele
- Schwertlilien/Schwertlinien, Bayerischer Rundfunk 1996
- Die Wortfürsorge, BR 1997[1]
- Das gibts nur ein Mal, Österreichischer Rundfunk 2005[2]
- Alphazart, mit Liesl Ujvary, ORF 2006[3]

## Auszeichnungen
- 1988 Senatsstipendium des Literarischen Colloquiums Berlin
- 1993 Aufenthaltsstipendium in Amsterdam
- 1995 Hörspielautorenwerkstatt des Literarischen Colloquiums
- 1996 Martha-Saalfeld-Förderpreis des Landes Rheinland-Pfalz
- 1998 Arbeitsstipendium im Künstlerhaus Lukas, Ahrenshoop
- 2008 Stipendiatin im Künstlerhaus Lukas, Ahrenshoop
- 2012 Ingeborg Bachmann Wettbewerb
- 2012 Stipendiatin der Stiftung Künstlerdorf Schöppingen
- 2016 Aufenthaltsstipendium Villa Decius, Kraków